# 福淘街
福淘街（英語：Fuk To Street），此街的東面入口位於牛頭角道（原位置為牛頭角下邨第10座前的休憩公園）、西面入口位於觀塘道（原位置為牛頭角下邨第8座近8A出口，及牛頭角聖鮑思高學校暫借校舍）的道路，全長約160米。福淘街設有一迴旋處、公共小巴停車處、巴士停車處和安全島。道路以連接德福花園（觀塘道）及淘大花園（牛頭角道）而得名。

## 歷史
此街的興建工程已於2008年4月25日刊憲，並在牛頭角下邨拆卸後於2011年12月展開工程，最終於2012年7月9日正式通車。該街道分隔牛頭角下邨及佐敦谷興建中的東九文化中心。
2013年7月31日，九龍巴士5M線投入服務，成為首條途經福淘街的專營巴士路線。此外紅色公共小巴也在此設總站。

## 圖片

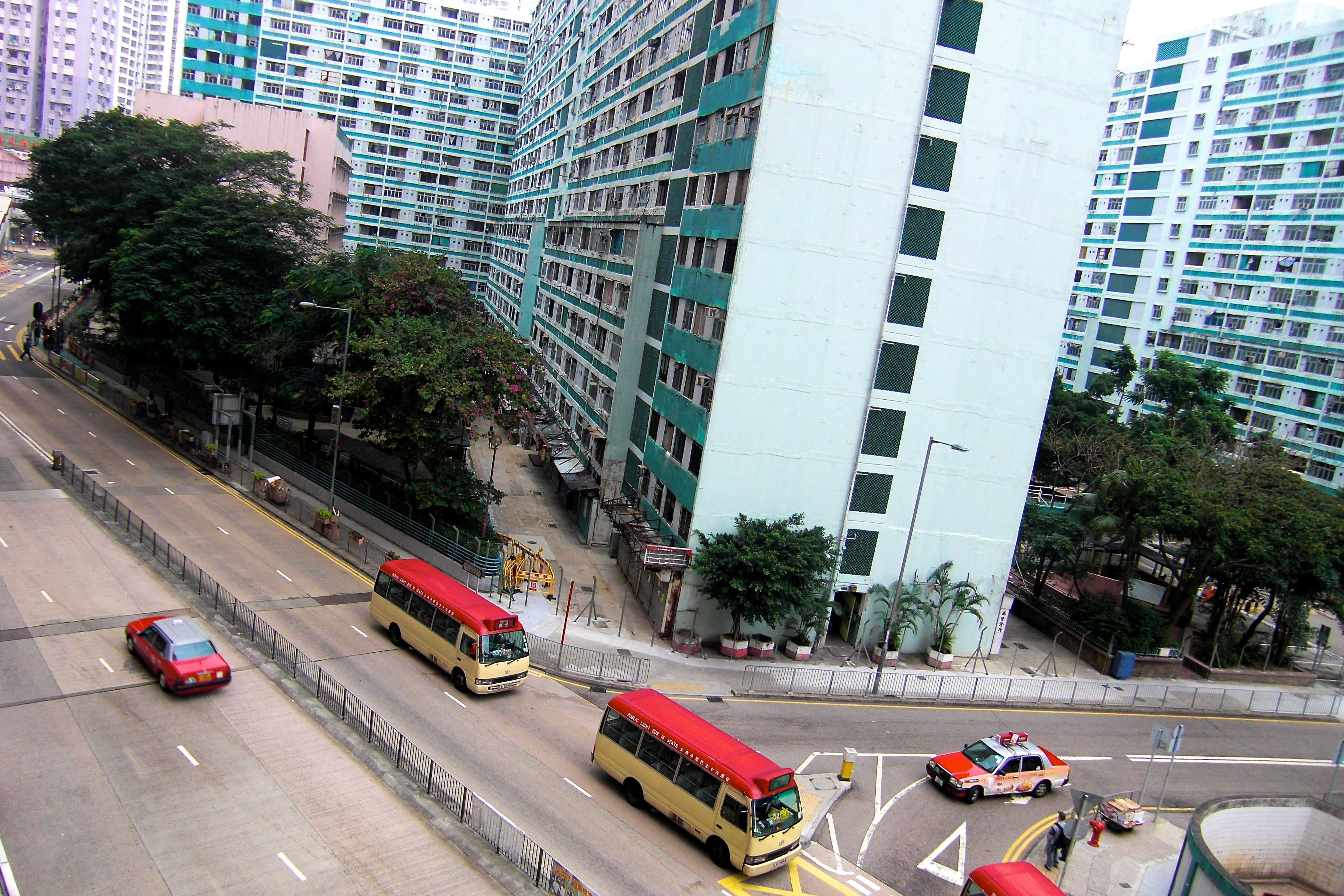
福淘街牛頭角道入口原位置 （2009年11月）
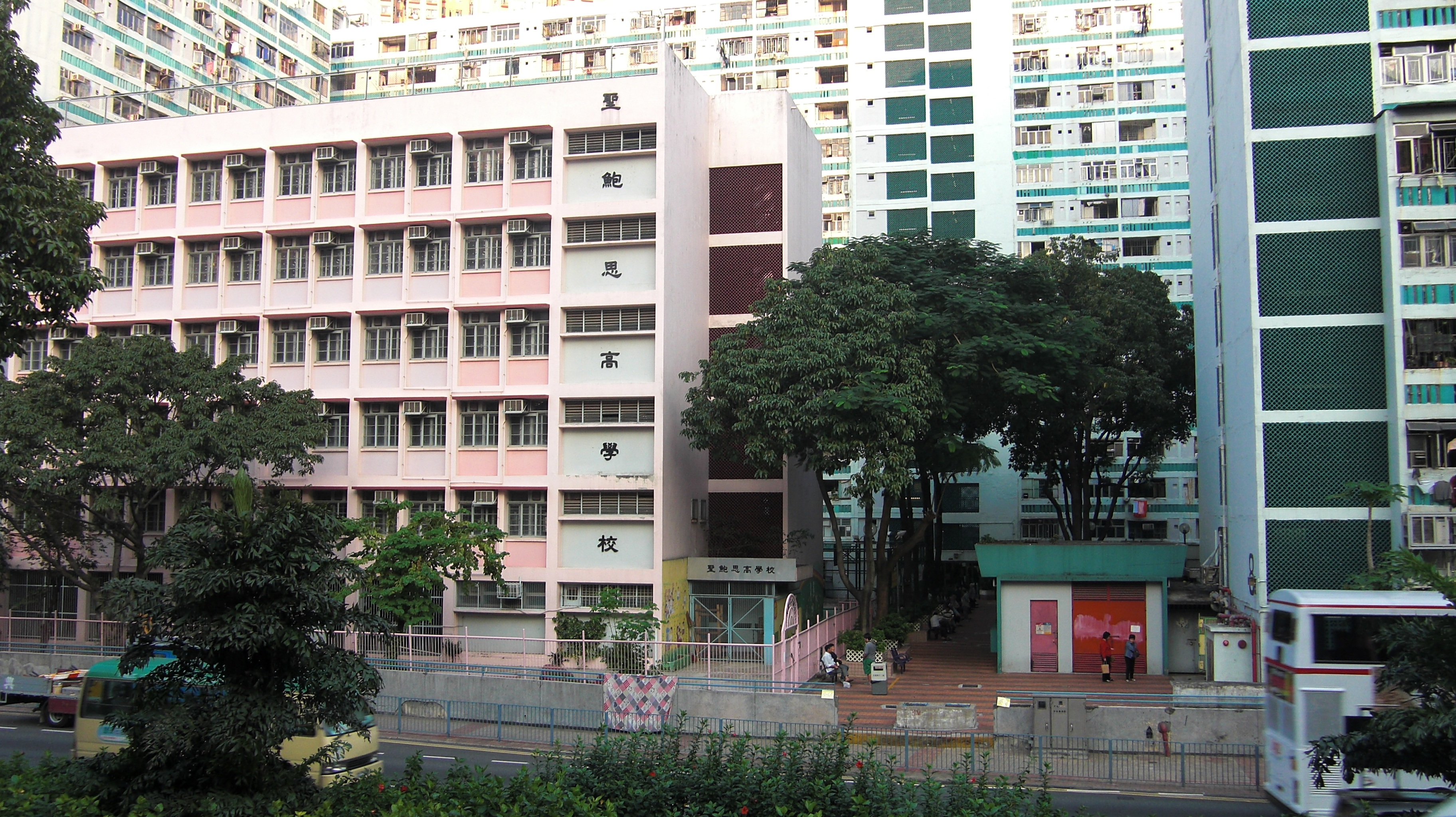
福淘街觀塘道入口原位置 （2008年11月）
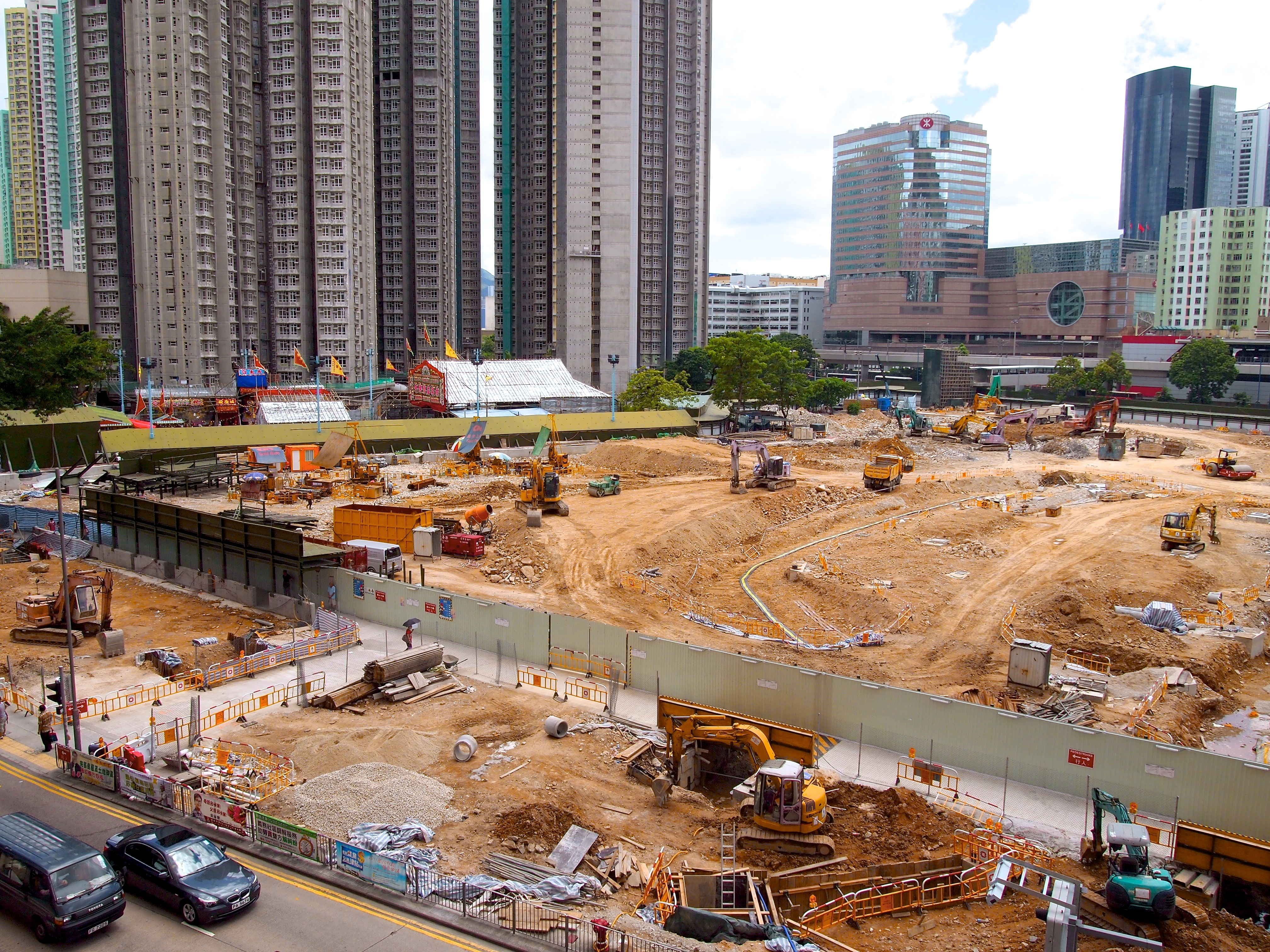
福淘街的前期工程 （2011年8月）
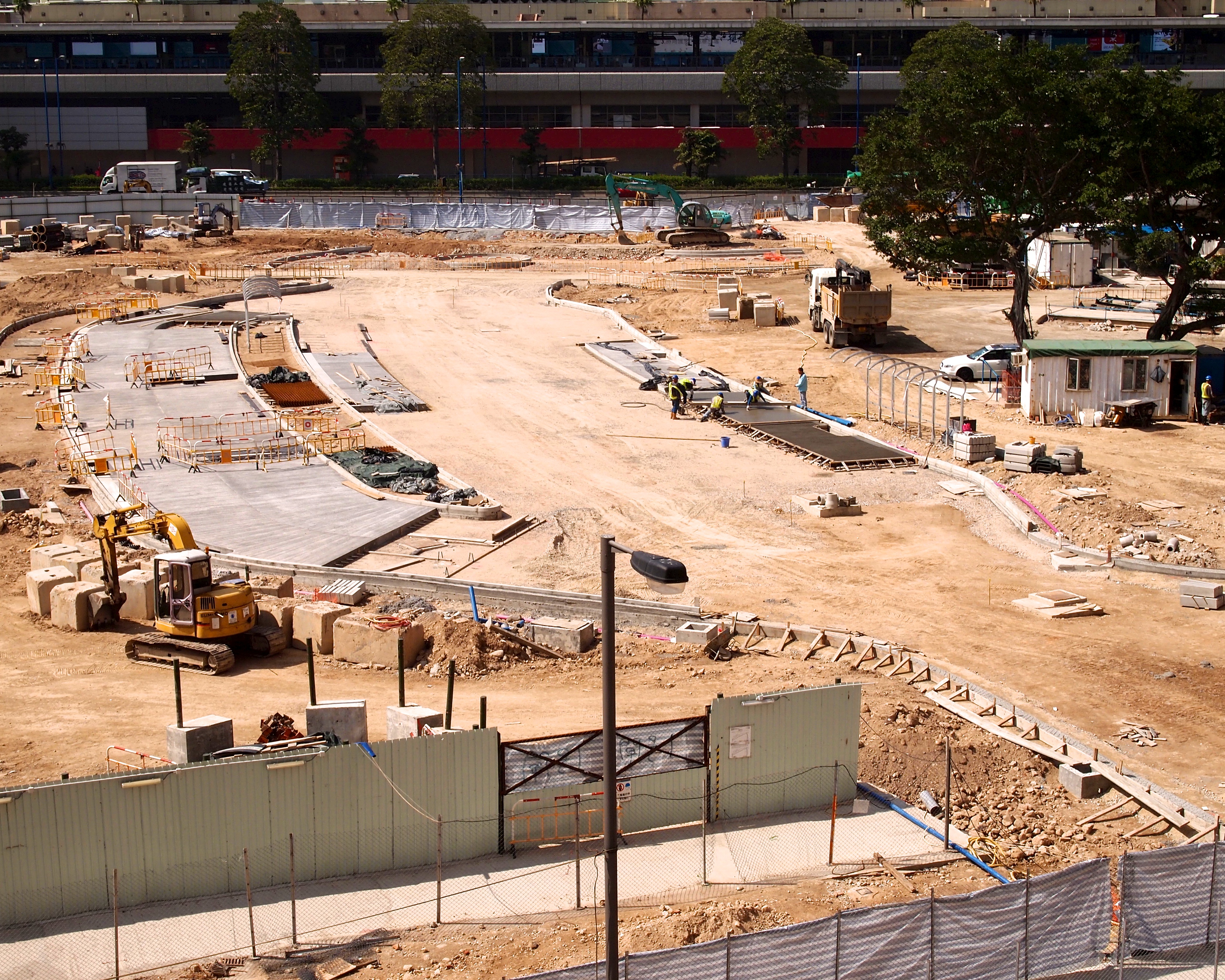
興建中的福淘街一景 （2012年2月）
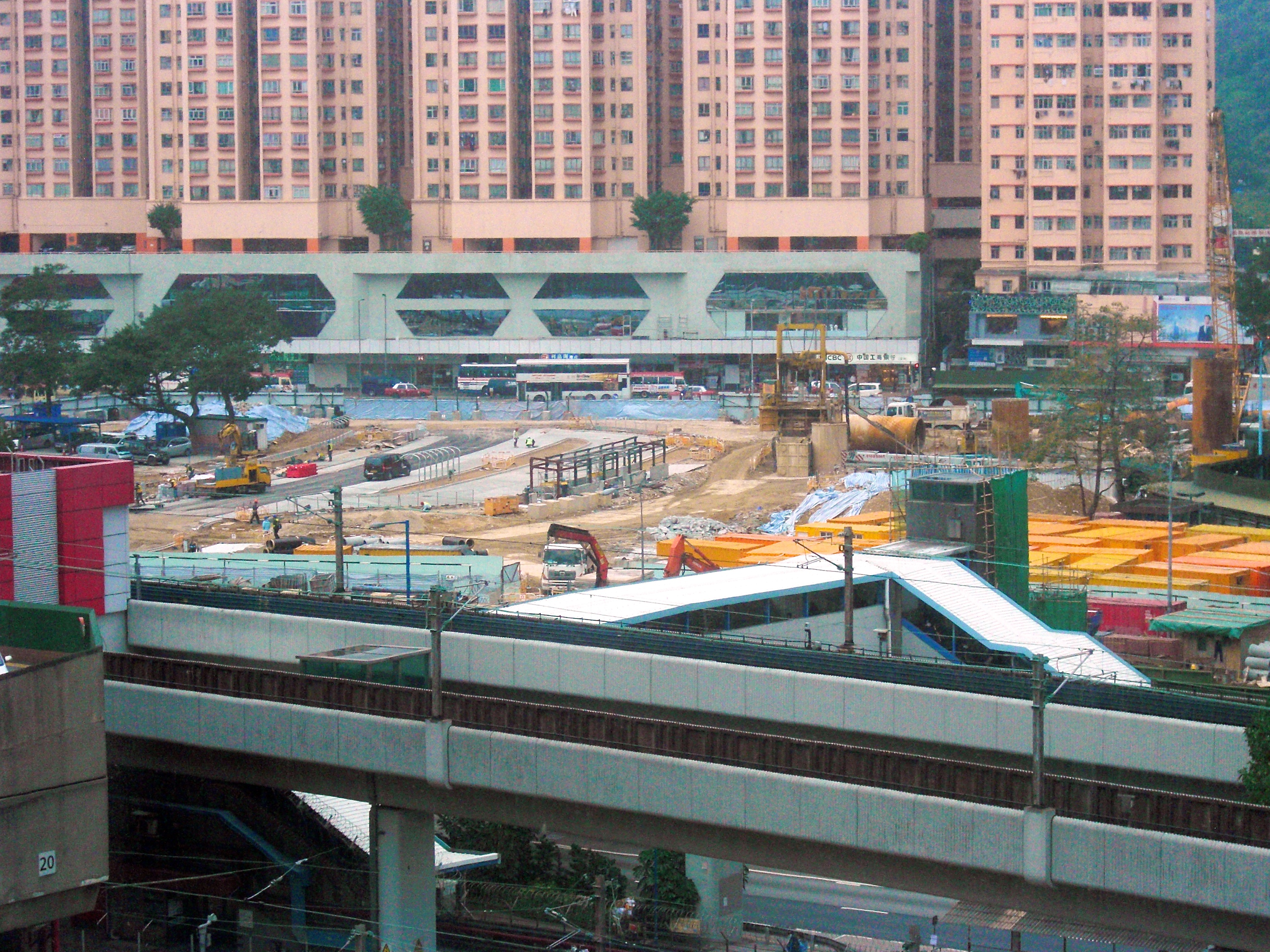
從德福花園望向興建中的福淘街 （2012年3月）
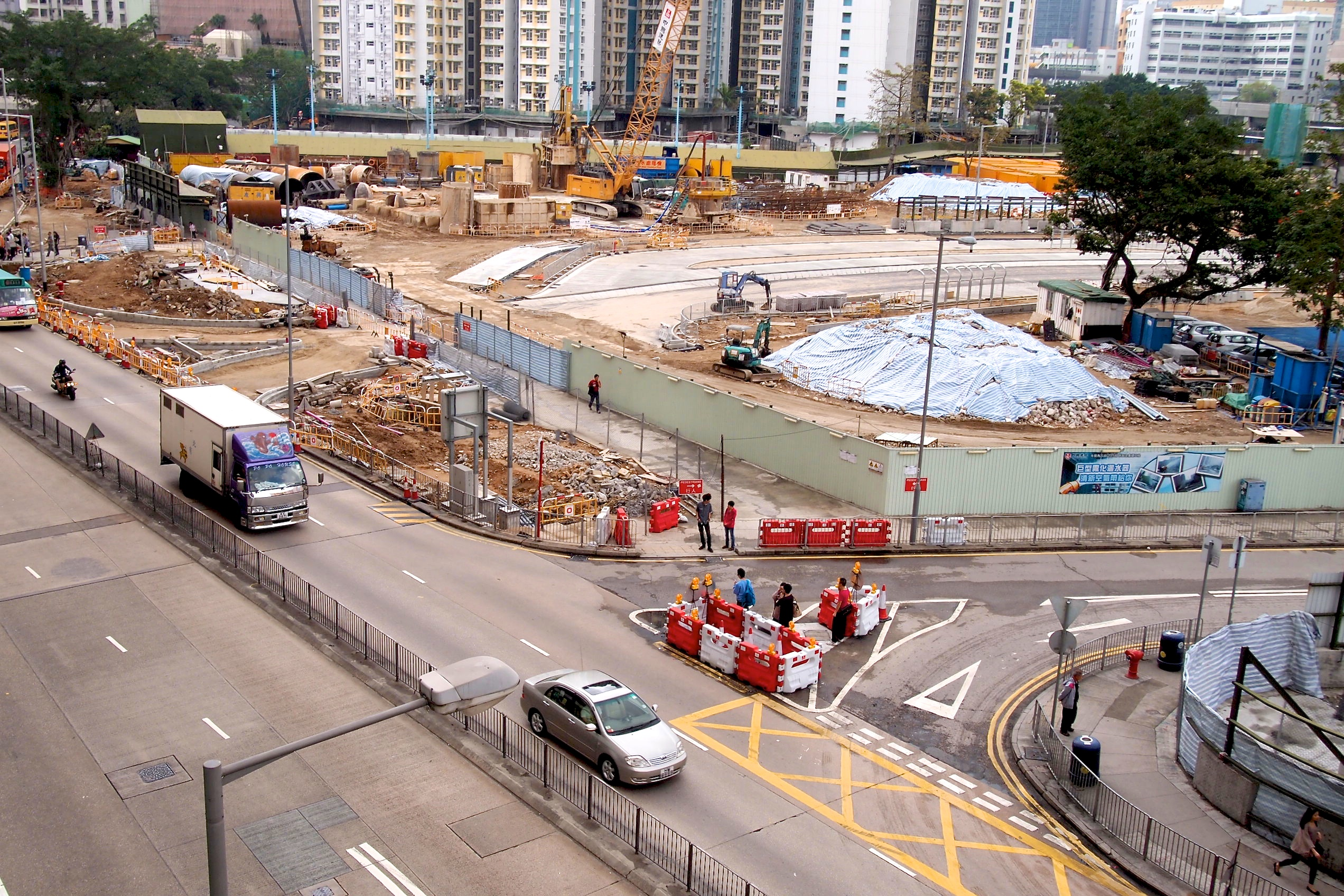
興建中的福淘街與牛頭角道交界 （2012年3月）